# بیل کسیدی (بازیکن فوتبال، زاده ۱۹۱۷)
بیل کسیدی (انگلیسی: Bill Cassidy; ۳۰ ژوئن ۱۹۱۷ – ۱۹۶۲ (۴۴−۴۵ سال)) بازیکن فوتبال اهل بریتانیا بود.
از باشگاه‌هایی که در آن بازی کرده‌است می‌توان به باشگاه فوتبال گیتزهد اشاره کرد.